# 蒙特雷灣水族館
蒙特雷灣水族館（英語：Monterey Bay Aquarium）位於美国加利福尼亚州蒙特雷，是一個聞名世界的水族館，于1984年开馆，当时为美国最大的公立水族馆。

## 外部連結
蒙特雷灣水族館官方網站 （页面存档备份，存于）
1. ↑  Gerfen 2016